# 恂子内親王
恂子内親王（じゅんし（のぶこ）ないしんのう、寛治7年（1093年） - 長承元年10月16日（1132年11月25日））は、平安時代後期の皇族。伊勢斎宮。白河天皇の第6皇女で、母は木工頭・藤原季実の娘。堀河天皇の異母妹。樋口斎宮と号された。侚子、姰子とも表記する。

## 生涯
母である藤原季実の娘は密かに恂子内親王を出産したため、天仁元年（1108年）になって初めて白河院に認知されたという。同年10月28日に内親王宣下を受け、同日伊勢斎宮に卜定。同2年（1109年）9月15日、野宮入り。天永元年（1110年）9月8日、伊勢へ群行（長奉送使は右衛門督・藤原能実と権右中弁・藤原実行）。ちなみにこの時随行した女官・斎宮甲斐が道中で詠んだ和歌が『千載和歌集』にある。在任16年の後、保安4年（1123年）1月28日、鳥羽天皇譲位のため退下し、帰京。長承元年（1132年）10月16日、40歳で薨去した。